# Lai Châu
Lai Châu auparavant Muang Lay est une ville et capitale de la province de Lai Châu dans la région du Nord-ouest du Viêt Nam. 

## Géographie
La superficie de Lai Châu est de 70,77 km2. 

## Galerie

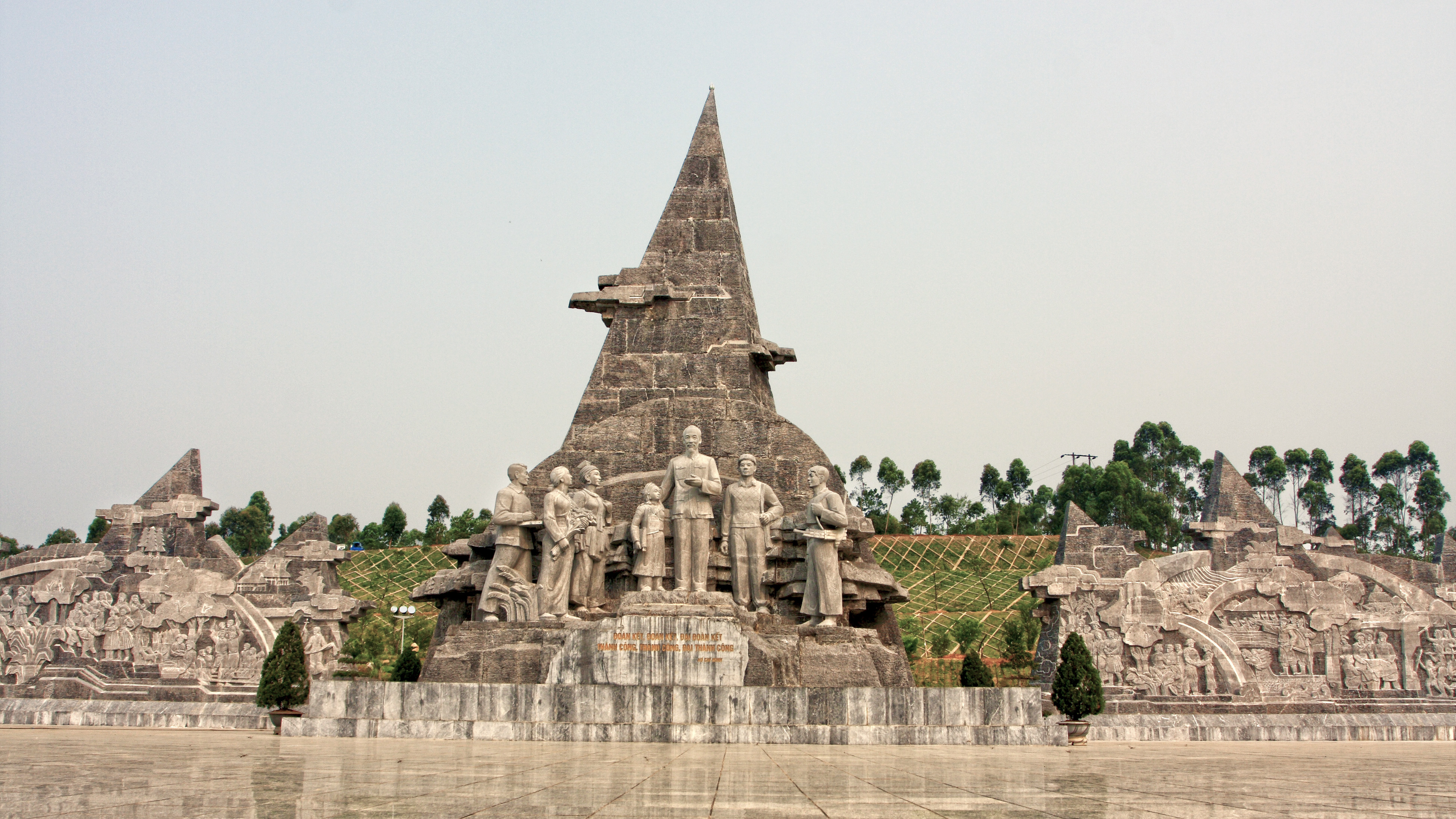
Monument de la place de Lai Châu en 2014.
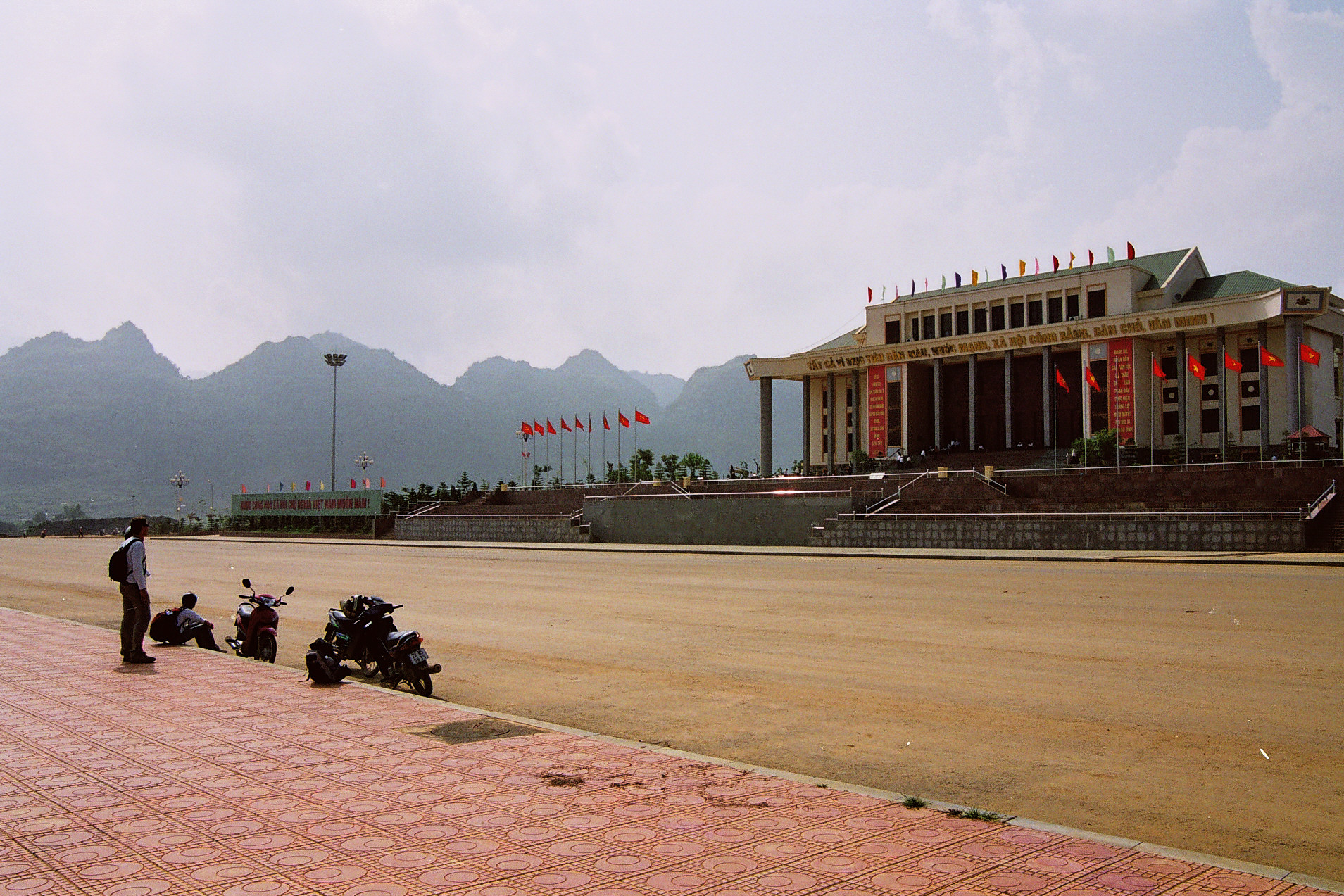
Place de Lai Châu 2006.